# Katrina Law

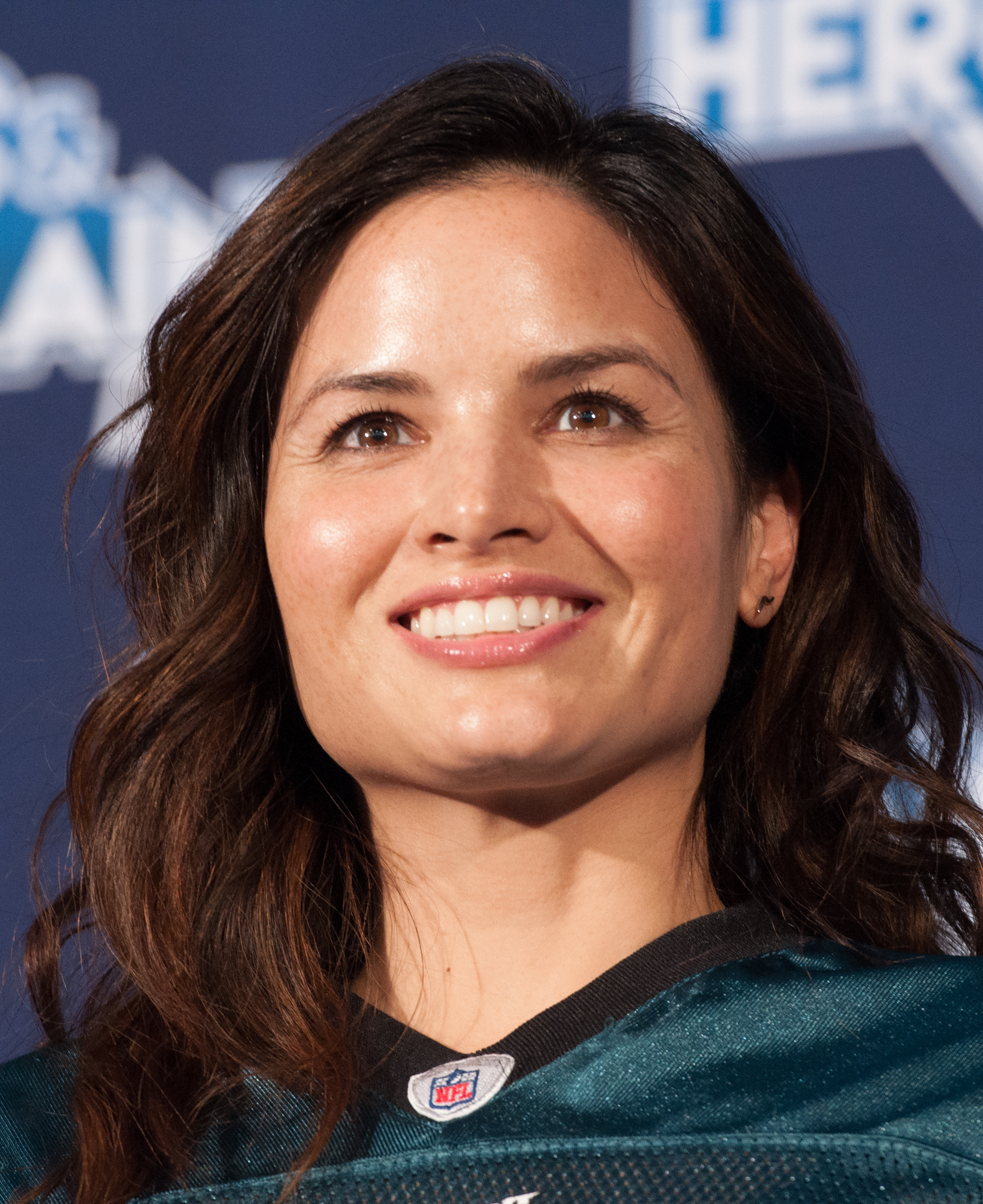
Katrina Law (2017)

Katrina Law (* 30. September 1985 in Philadelphia, Pennsylvania) ist eine US-amerikanische Schauspielerin.

## Leben und Karriere
Katrina Law wurde im September 1985 im Bundesstaat Pennsylvania geboren. Ihre Eltern sind ein ehemaliger US-amerikanischer Soldat mit deutsch-italienischen Wurzeln und eine aus Taiwan stammende Friseurin, die sich im Vietnamkrieg kennenlernten. Sie besuchte das The Richard Stockton College und erreichte einen Abschluss im Bereich Theater, woraufhin sie in Philadelphia und New York Schauspielunterricht nahm. Law ist seit dem 5. Januar 2013 mit dem Schauspieler Keith Andreen verheiratet.
Im Jahr 2000 stand Law das erste Mal vor der Kamera, dabei spielte sie in der Filmkomödie Lucky Numbers neben John Travolta mit. Als Francine sah man sie in Ohne jeden Ausweg mit Scott Wolf in der Hauptrolle. Als Dealerin spielte sie in dem Kriminalfilm All In – Pokerface mit. Des Weiteren stand sie für Fernsehserien wie Third Watch – Einsatz am Limit, Chuck und CSI: Miami für je eine Folge und für wiederkehrende Rollen in Legend of the Seeker – Das Schwert der Wahrheit, The Resistance und Spartacus vor der Kamera. Für zuletzt genannte Fernsehserie wurde sie von Berenice Weichert synchronisiert und verkörperte dabei die Rolle der Sklavin Mira, in die sich Spartacus (dargestellt durch Andy Whitfield) verliebt. Im Jahr 2010 lieh Law mehreren Figuren im Videospiel Red Dead Redemption ihre Stimme. Seit 2014 ist sie in der Rolle der Nyssa al Ghul in der Fernsehserie Arrow zu sehen, die sie auch in dessen Spin-off Legends of Tomorrow verkörperte. Von 2019 bis 2020 gehörte sie in der 10. Staffel zum Hauptcast von Hawaii Five-0.
Nach zwei Auftritten am Ende der 18. Staffel gehört sie seit Staffel 19 zum Hauptcast der Serie Navy CIS.

## Filmografie (Auswahl)
- 2000: Lucky Numbers
- 2001: Third Watch – Einsatz am Limit (Third Watch, Fernsehserie, Folge 2x20 Man Enough)
- 2002: Ohne jeden Ausweg (Emmett’s Mark)
- 2006: All In – Pokerface (All in)
- 2008: Forget About Love (Kurzfilm)
- 2009: Chuck (Fernsehserie, Folge 2x15 Chuck gegen den Muskelprotz)
- 2010: Legend of the Seeker – Das Schwert der Wahrheit (Legend of the Seeker, Fernsehserie, 3 Folgen)
- 2010: The Resistance (Fernsehserie, 8 Folgen)
- 2010–2012: Spartacus (Fernsehserie, 15 Folgen)
- 2011: 3 Minutes (Kurzfilm)
- 2012: CSI: Miami (Fernsehserie, Folge 10x18 Einer gegen alle (1))
- 2013: Eine Hochzeit zu Weihnachten (Snow Bride)
- 2014–2020: Arrow (Fernsehserie, 20 Folgen)
- 2015: Apparition
- 2015: Checkmate
- 2015: 12 Gifts of Christmas (Fernsehfilm)
- 2015: Death Valley
- 2016: Mafiosa
- 2016: Legends of Tomorrow (DC’s Legends of Tomorrow, Fernsehserie, Folge 1x14)
- 2017: Darkness Rising
- 2017: Training Day (Fernsehserie, 13 Folgen)
- 2018: Sacred Lies (Fernsehserie, 6 Folgen)
- 2018–2019: The Oath (Fernsehserie, 18 Folgen)
- 2019–2020: Hawaii Five-0 (Fernsehserie, 21 Folgen)
- 2020: Magnum P.I. (Fernsehserie, Folge 2x12)
- 2020: 38 Minutes (Kurzfilm)
- 2020: Christmas with the Darlings (Fernsehfilm)
- seit 2021: Navy CIS (NCIS, Fernsehserie)
- 2022: Navy CIS: Hawaiʻi (Fernsehserie, Folge 1x18)
- 2024: Werewolves